# Seznam krajev Unescove svetovne dediščine v Keniji
Območja svetovne dediščine Organizacije Združenih narodov za izobraževanje, znanost in kulturo (UNESCO) so mesta, pomembna za kulturno ali naravno dediščino, kot je opisano v Unescovi konvenciji o svetovni dediščini, ustanovljeni leta 1972. Kenija je sprejela konvencijo, zaradi česar so njena zgodovinska mesta upravičena do uvrstitve na seznam. Od leta 2018 je v Keniji sedem območij svetovne dediščine.

## Svetovna dediščina
Ime – poimenovano po uradni oznaki Odbora za svetovno dediščino
Lokacija – razvrščeno po državi, ki ji sledi regija na regionalni ali pokrajinski ravni. V primeru večnacionalnih ali večregionalnih strani so imena razvrščena po abecedi..
Kriterij – kot jih je opredelil Odbor za svetovno dediščino
Območje – v hektarjih brez kakršnih koli varovalnih pasov. Vrednost nič pomeni, da UNESCO ni objavil nobenih podatkov
Leto – v katerem je bilo območje vpisano na seznam svetovne dediščine
Opis – kratke informacije o mestu, vključno z razlogi za opredelitev kot ogroženo območje, če je primerno
| Ime                                                     | Slika                                                                                         | Lokacija                                                                                         | Kriterij                    | Območje           | Leto | Opis |
| ------------------------------------------------------- | --------------------------------------------------------------------------------------------- | ------------------------------------------------------------------------------------------------ | --------------------------- | ----------------- | ---- | --- |
| Trdnjava Jesus, Mombasa                                 | A fortified, but badly-faded yellow-coloured wall looks off into distant sea to the left.     | Mombasa, · Kenija · 4°03′46″S 39°40′46″E / 4.062778°S 39.679444°E                                | Kulturno: (i), (iv)         | 161.485 (399.040) | 2011 | Fort Jesus je portugalska utrdba, zgrajena od leta 1593 do 1596 na otoku Mombasa za varovanje starega pristanišča Mombasa v Keniji. Postavitev strani sledi renesančnemu idealu, da je človeško telo popolnoma sorazmerno.                                                                                               |
| Jezera Velikega tektonskega jarka                       | An aerial view of a large, grassy plain by the water. A small road zigzags through the field. | Rift Valley Province, · Kenija · 0°26′33″N 36°14′24″E / 0.442500°N 36.240000°E                   | Naravno: (viii), (x)        | 161.485 (399.040) | 2011 | Leži v Veliki riftni dolini v Keniji in ima tri jezera: jezero Bogoria, jezero Nakuru in jezero Elementaita. Na območju pogosto prihaja zelo raznolika populacija ptic, vključno s trinajstimi ogroženimi vrstami |
| Narodni parki Turkanskega jezeraogrožen                 | A view of a wide river separating two landmasses, on the left and right.                      | Turkansko jezero, · Kenya · 3°03′05″N 36°30′13″E / 3.051306°N 36.503667°E                        | Naravno: (viii), (x)        | 161.485 (399.040) | 1997 | Turkansko jezero, kot največje slano jezero v Afriki, je pomembno območje za preučevanje favne in flore. Je gojišče za nilskega krokodila, povodnega konja in več strupenih kač. Mesto je bilo leta 2018 uvrščeno na seznam ogrožene svetovne dediščine, predvsem zaradi možnega vpliva etiopskega jezu Gilgel Gibe III. |
| Staro mesto Lamu                                        | An aerial view of a path (that doubles as a wharf) along the coast of a large body of water.  | Lamu, · Kenija · 2°16′05″S 40°54′07″E / 2.268°S 40.902°E                                         | Cultural: (ii), (iv), (vi)  | 16 (40)           | 2001 | Mesto je najstarejša svahilijska naselbina in je zgrajeno iz koralnega kamna in mangrovega lesa. Ima notranja dvorišča, verande in izdelana lesena vrata. |
| Narodni park Mount Kenya/Naravni gozd                   | A view of a very slanted and lengthy hill leading to a very foggy top.                        | Central Province · in Eastern Province, · Kenija · 0°09′18″N 37°18′56″E / 0.155000°N 37.315556°E | Natural: (vii), (ix)        | 142.020 (350.900) | 1997 | Park obdaja 5199 m visoko goro Mount Kenya in ima dvanajst ledenikov. |
| »Kaya« Sveti gozdovi ljudstva Mijikenda na obali Kenije | Two women discuss beside two very long tree roots in a forest.                                | Coast Province, · Kenija · 3°55′55″S 39°35′46″E / 3.931944°S 39.596111°E                         | Kulturno: (iii), (v), (vi)  | 1.538 (3.800)     | 2008 | Območje obsega enajst gozdov, ki se razprostirajo 200 km vzdolž obale Kenije. V njih so ostanki vasi, ki so jih v 16. stoletju zgradili Mijikenda in zdaj veljajo za sveta mesta. |
| Arheološko najdišče Thimlich Ohinga                     | A picture of a stone wall with a gate.                                                        | Migori County, · Kenija · 0°58′23″S 34°15′30″E / 0.9731°S 34.2583°E                              | Kulturno: (iii), (iv), (v)  | 21 (52)           | 2018 | Iz 16. stoletja pred našim štetjem je naselje s suhozidovi največje in najbolje ohranjene tradicionalne ograde te vrste. |
| Zgodovinsko mesto in arheološko najdišče Gedi           | The palace at Gedi                                                                            | Kilifi County,3°18′34″S 40°01′02″E / 3.3094°S 40.0172°E                                          | kulturno: (ii), (iii), (iv) |                   | 2024 | Zapuščeno mesto Gedi, obdano z ostanki obalnega gozda, stran od obale, je bilo od 10. do 17. stoletja eno najpomembnejših svahilskih mest na vzhodnoafriški obali. |

## Poskusni seznam
Poleg območij, ki so vpisana na seznam svetovne dediščine, lahko države članice vodijo seznam poskusnih območij, ki jih lahko upoštevajo za nominacijo. Nominacije za seznam svetovne dediščine so sprejete le, če je bilo območje predhodno navedeno na poskusnem seznamu. As of 2018, South Africa lists five properties on its tentative list:
| Ime                                                                           | Slika | Lokacija                                                                               | Kriterij                      | Površina ha | Leto vpisa | Opis   |
| ----------------------------------------------------------------------------- | ----- | -------------------------------------------------------------------------------------- | ----------------------------- | ----------- | ---------- | ------ |
| Kompleks delte Tane in gozdov                                                 |       | okrožje reke Tane, 1°30′S 40°00′E / 1.5°S 40°E                                         | Naravno (ix)(x)               |             | 2010       | [ 17 ] |
| Narodni park Amboseli                                                         |       | okrožje Kadžjado 2°38′29″S 37°14′53″E / 2.641389°S 37.248056°E                         | Naravno (vii) (viii) (ix)     |             | 2023       | [ 18 ] |
| Obalni gozdovi Kenije (gozd Arabuko Sokoke in narodni rezervat gorovja Šimba) |       | okrožje Kilifi in Kvale 3°16′00″S 39°49′00″E / 3.266667°S 39.816667°E                  | Naravno (ix) (x)              |             | 2023       | [ 19 ] |
| Gore vzhodnega loka, Kenija                                                   |       | okrožje Taita Taveta 3°25′00″S 38°20′00″E / 3.416667°S 38.333333°E                     | Naravno (vii) (x)             |             | 2023       | [ 20 ] |
| Narodni park Peklenska vrata                                                  |       | okrožje Nakuru 0°54′57″S 36°18′48″E / 0.915833°S 36.313333°E                           | Naravno (viii)                |             | 2023       | [ 21 ] |
| Kakamega gozd                                                                 |       | okrožje Kakamega in Nandi 0°17′30″N 34°51′22″E / 0.291667°N 34.856111°E                | Naravno (vii) (ix) (x)        |             | 2023       | [ 22 ] |
| Kilifi (jame Panga Ya Saidi, Mawe Meru in Chasimba)                           |       | okrožje Kilifi 3°40′43″S 39°44′09″E / 3.678611°S 39.735833°E                           | Kulturno (ii) (iii) (iv) (vi) |             | 2023       | [ 23 ] |
| Namakalni sistem na pobočju Marakwet                                          |       | okrožje Elgeyo-Marakwet 0°48′00″N 35°34′00″E / 0.8°N 35.566667°E                       | Kulturno (ii) (iv) (v)        |             | 2023       | [ 24 ] |
| Masai Mara                                                                    |       | okrožje Narok, 1°29′24″S 35°08′38″E / 1.49°S 35.143889°E                               | Naravno (v) (vii) (ix)        |             | 2023       | [ 25 ] |
| Narodni park Meru                                                             |       | okrožje Meru 0°05′37″N 38°12′29″E / 0.093611°N 38.208056°E                             | Naravno (ix) (x)              |             | 2023       | [ 26 ] |
| Skalna umetnost na otoku Mfangano                                             |       | okrožje Kisumu 0°28′00″S 34°01′00″E / 0.466667°S 34.016667°E                           | Kulturno (iii)(iv)            |             | 2023       | [ 27 ] |
| Narodni park Marsabit                                                         |       | okrožje Marsabit 2°22′59″N 37°58′59″E / 2.383056°N 37.983056°E                         | Naravno (x)                   |             | 2023       | [ 28 ] |
| Biosferni rezervat Mount Kulal                                                |       | Marsabit County 2°43′45″N 36°55′24″E / 2.729167°N 36.923333°E                          | Naravno (vii) (ix) (x)        |             | 2023       | [ 29 ] |
| Gorovje Aberdare                                                              |       | okrožja Kiambu, Murang'a, Nyandarua, Nyeri 0°37′40″S 36°42′30″E / 0.62765°S 36.70832°E | Naravno (vii) (ix) (x)        |             | 2023       | [ 30 ] |
| Prazgodovinsko mesto Olorgesailie                                             |       | okrožje Kajiado 1°34′40″S 36°26′46″E / 1.577878°S 36.446228°E                          | Kulturno (iii)(viii)          |             | 2023       | [ 31 ] |
| Najdišča kamnitih stebrov v porečju Turkana                                   |       | okrožje Turkana 3°25′22″N 35°48′10″E / 3.422778°N 35.802778°E                          | Kulturno (iv)(v)              |             | 2023       | [ 32 ] |